# Firmin Vermeil
Firmin Vermeil, né le 24 septembre 1914 à Chalon-sur-Saône (Saône-et-Loire) et mort pour la France le 17 juillet 1943 dans le secteur d'Orel, était un aviateur français de la Seconde Guerre mondiale.

## Distinctions
- Chevalier de la Légion d'honneur[1],[2]
- Compagnon de la Libération à titre posthume par décret du 11 octobre 1943[1],[3]
- Croix de guerre 1939–1945, palme de bronze[1],[2]

## Hommages
Firmin Vermeil a son nom sur le mémorial commémoratif des douze compagnons de la Libération originaires de Saône-et-Loire inauguré le 16 octobre 2021 à Buxy.